# Георг Витиг
Георг Витиг или Георг Фридрих Карл Витиг (на немски: Georg Wittig; Georg Friedrich Karl Wittig) е германски химик, носител на Нобелова награда за химия за 1979 година.

## Биография
Роден е на 16 юни 1897 г. в Берлин, Германия, син на професор в училището по промишлено изкуство в Касел. Майка му е музикално надарена, която свири на пиано, композира и рисува. Завършва гимназия в Касел и започва на 19 години (1916) да следва химия в Тюбингенския университет. Трябва да стане войник и попада в английски плен. През 1919 г. следва химия в химическия институт на Марбургския университет, където промовира на 7 май 1923 г. и става асистент в университета. Сключва брак с Валтраут Ернст.
От 1932 г. е извънреден професор в Техническия университет в Брауншвайг, а от 1944 г. е редовен професор на Тюбингенския университет. От 1956 г. е директор на института по органична химия на Хайделбергския университет. Почетен гражданин е на град Хайделберг.
През 1950 г. изработва с докторанта си Улрих Шьолкопф (1927 – 1998) алкен-синтеза, наречена на него Витиг-реакция, за която през 1979 г. заедно с американеца Херберт Чарлс Браун, който работи по бороводородите, получава Нобелова награда за химия.
Чрез Витиг-реакцията се произвежда ретинол (витамин A). На него е наречен и 1,2-Wittig rearrangement.
Георг Витинг умира на 26 август 1987 г. в Хайделберг.